# IPhone SE (2-го покоління)
iPhone SE 2-го покоління (також відомий як iPhone SE 2 та iPhone SE (2020)) — смартфон середнього рівня, спроєктований та розроблений компанією Apple на основі iPhone 8. Був представлений 15 квітня 2020 року.

## Дизайн
Задня та передня панелі виконані зі скла, а рамка — з алюмінію. Також iPhone SE отримав захист від пилу і вологи по стандарту IP67. Ззовні смартфон схожий на iPhone 8, але на задній панелі iPhone SE, подібно до iPhone 11, логотип Apple розташований в центрі і також відсутній логотип iPhone.
Знизу розміщені роз'єм Lightning та сітки динаміка і мікрофона, зліва — кнопки регулювання гучності та перемикач режиму звуку, а справа — кнопка блокування та лоток під 1 SIM-картку. На нижній рамці екрана розташована сенсорна навігаційна кнопка, в яку вбудовано сканер відбитків пальців.
iPhone SE 2-го покоління продавався в 3 кольорах: чорному, білому та Product Red.

## Технічні характеристики

### Апаратне забезпечення
iPhone SE отримав процесор Apple 13 Bionic. Пристрій має 3 ГБ оперативної пам'яті типу LPDDR4X та, залежно від конфігурації, 64 ГБ, 128 ГБ або 256 ГБ пам'яті постійного зберігання типу NVMe.
Батарея отримала об'єм 1821 мА·год та підтримку 18-ватної швидкої зарядки. Також смартфон отримав підтримку бездротової зарядки стандарту Qi.
Смартфон отримав стереодинаміки, де роль другого динаміка виконує розмовний динамік.
Пристрій отримав 4,7-дюймовий дисплей типу Retina IPS LCD з роздільною здатністю 1334 × 750, щільністю пікселів 326 ppi та співвідношенням сторін 16:9.
Смартфон отримав основний ширококутний об'єктив на 12 Мп з діафрагмою f/1.8, фазовим автофокусом, оптичною стабілізацією та можливістю запису відео в роздільній здатності 4K@60fps. Фронтальна камера отримала роздільність 7 Мп, діафрагму f/2.2 та можливість запису відео в роздільній здатності 1080p@30fps.

### Програмне забезпечення
Смартфон був випущений на операційній системі iOS 13.4 та оновлений до iOS 18.5. Смартфон має підтримку Apple Pay та Apple Card.

## Критика
Одним з найголовніших недоліків нового iPhone якраз вважають його дизайн. Критики говорять, що він вже занадто застарілий і маленьким екраном не дуже зручно користуватися. Також деякі блогери відзначали, що на дисплеї видно пікселі. Крім того, його проблемою став процесор. Смартфон отримав урізаний процесор Apple A13 Bionic, причиною урізання якого вважають збільшення малої автономності нового iPhone. Смартфон позбувся технології 3D Touch і отримав неповноцінну технологію Haptic Touch і отримав занадто великий цінник у порівнянні з Android-смартфонами.

## Хронологія моделей iPhone
| Хронологія моделей iPhone                   |
| ------------------------------------------- |
| Див. також: Хронологія продуктів Apple Inc. |

Джерело: Apple Newsroom Archive